# Episodi di Criminal Minds (diciassettesima stagione)
La diciassettesima stagione della serie televisiva Criminal Minds, sottotitolata Evolution e composta da 10 episodi, è stata distribuita in prima visione assoluta negli Stati Uniti d'America sulla piattaforma streaming Paramount+ dal 6 giugno al 1º agosto 2024.
In Italia la stagione è stata pubblicata su Disney+ dal 26 giugno al 28 agosto 2024.
| nº | Titolo originale      | Titolo italiano           | Pubblicazione USA | Pubblicazione Italia |
| -- | --------------------- | ------------------------- | ----------------- | -------------------- |
| 1  | Gold Star             | Gold Star                 | 6 giugno 2024     | 26 giugno 2024       |
| 2  | Contagion             | Epidemia                  | 6 giugno 2024     | 3 luglio 2024        |
| 3  | Homesick              | Nostalgia di casa         | 13 giugno 2024    | 10 luglio 2024       |
| 4  | Kingdom of the Blind  | La tela del ragno         | 20 giugno 2024    | 17 luglio 2024       |
| 5  | Conspiracy vs. Theory | Teoria della cospirazione | 27 giugno 2024    | 24 luglio 2024       |
| 6  | Message in a Bottle   | La stella polare          | 4 luglio 2024     | 31 luglio 2024       |
| 7  | Piranha               | Non resta nulla           | 11 luglio 2024    | 7 agosto 2024        |
| 8  | North Star            | North Star                | 18 luglio 2024    | 14 agosto 2024       |
| 9  | Stars & Stripes       | Assetto di guerra         | 25 luglio 2024    | 21 agosto 2024       |
| 10 | Save the Children     | Salvate i bambini         | 1º agosto 2024    | 28 agosto 2024       |

## Gold Star
- Titolo originale: Gold Star
- Diretto da: Doug Aarniokoski
- Scritto da: Erica Messer

### Trama
Sono passate due settimane dal finale della precedente stagione, ovvero dall'arresto di Elias Voit, l'elusivo (e uno dei più prolifici mai affrontati dalla squadra) serial killer conosciuto come "Sicarius" che durante la pandemia di COVID-19 ha creato una rete di seguaci ai quali aveva impartito precise istruzioni, e dall'uccisione del Vice Direttore dell'FBI Douglas Bailey per mano sua. In conseguenza del proprio rapimento sempre da parte di Voit, Rossi cerca di dimenticare il trauma anche se è tormentato da sue visioni, con cui parla e interagisce. Tara e Garcia si sfogano l'una con l'altra riguardo alle rispettive recenti rotture sentimentali (la prima è stata lasciata da Rebecca Wilson, la seconda ha lasciato Tyler Green, il vigilante che voleva identificare e vendicarsi di "Sicarius" per l'omicidio della sorella Alison). Prentiss è in preda ai sensi di colpa per la morte di Bailey (non essendo riuscita a impedire che, nell'ultimo episodio della precedente stagione, quest'ultimo entrasse nella baita per parlare con Voit, intenzionato ad incontrare soltanto lui), e ha trascorso le due settimane tentando di capire a che cosa si riferisca "Gold Star" (le parole pronunciate da Voit subito prima di sparare al Vice Direttore, di cui anch'egli era a conoscenza, presumibilmente qualcosa che il Governo americano ha deliberatamente nascosto), trovandosi però davanti un muro di silenzio. 
Nella scena d'apertura, a Bristow, in Virginia, un agente di Polizia coperto di sangue irrompe nella piccola Centrale reggendo tra le braccia il cadavere della moglie, al quale sono stati rimossi gli occhi (enucleazione): tale raccapricciante particolarità del modus operandi consente all'Unità di Analisi Comportamentale di collegare il delitto ad altri brutali apparentemente sconnessi, tutti commessi da un singolo individuo che si ritiene sia "Gold Star", soprannome dovuto alla firma presente su ogni scena: il Soggetto lascia infatti il bossolo dell'unico proiettile sparato che reca incisa una stella d'oro a cinque punte. Prentiss condivide con Tara le proprie ipotesi: il misterioso assassino potrebbe non solo essere un agente operativo addestrato dallo stesso Governo americano, ma anche star attuando una missione personale, con i suoi attacchi che sembrano dettati dalle emozioni. Si scopre l'identità della persona entrata in sala interrogatori per parlare con Voit negli ultimi minuti del precedente finale: si tratta del Direttore dell'FBI Ray Madison, che, d'accordo con il Dipartimento di Giustizia, lo ha fatto trasferire a Quantico e ha stretto un accordo con il serial killer grazie al quale egli otterrà l'immunità totale per i crimini compiuti come "Sicarius" se, in cambio, fornirà informazioni utili a fermare "Gold Star". Prentiss è contrariata e disapprova la decisione, sostenendo che non collaboreranno con un serial killer per catturarne un altro, ma il Direttore è irremovibile; la squadra inizia quindi ad elaborarne il profilo prima che l'accordo diventi effettivo, cosa che tuttavia alla fine avviene. A seguito del suicidio del poliziotto della Virginia nel corso dell'interrogatorio, Voit (che incolpa ancora Benjamin Reeves, figlio di una Senatrice e uno dei suoi seguaci, per i propri crimini) accenna all'esistenza di una letale cospirazione interna le cui ramificazioni si estendono fino alle "alte sfere" del DOJ. Rossi afferma che collaboreranno con Voit ponendo la condizione di avere Tyler Green in qualità di consulente (senza distintivo né pistola): secondo lui, tutte le vittime rinvenute finora appartenevano ad una "squadra d'assalto" e ora "Gold Star" intende vendicarsi. La BAU si rende conto che più tempo passeranno con Voit, maggiore sarà la possibilità che egli si autoincrimini, inducendolo a confessare o a contraddirsi, e a quel punto l'accordo sarebbe nullo.
Nell'ultima scena dell'episodio, JJ si presenta davanti alla cella di Voit. Poco dopo l'inizio, invece, si vedono gli agenti della squadra (tranne Prentiss) riuniti a casa di Garcia per festeggiare il suo compleanno.
- Guest star: Clark Gregg (direttore dell'FBI Ray Madison), Nicole Pacent (Rebecca Wilson)
- Altri interpreti: Clayton Cannon (detective Isaac Sanchez), Zeke Alton (Don Bertoli), Peter A. Hulne (detective Walden), Christian Barber (detective Klein), Heart Hayes (Gwen Bertoli)
- Note: a partire da questo episodio, gli attori Zach Gilford (Elias Voit) e Ryan - James Hatanaka (Tyler Green) sono accreditati nel cast principale.

### Soggetto Ignoto
- Gold Star

### Citazioni
- "È sbagliato ciò che si dice del passato, e cioè che lo si può seppellire, perché il passato trova sempre il modo di riemergere." Khaled Hosseini (Emily Prentiss)

## Epidemia
- Titolo originale: Contagion
- Diretto da: A. J. Cook
- Scritto da: Mathew Lau

### Trama
Presupponendo che "Gold Star" sia probabilmente il nome in codice di un operativo addestrato dal Governo che ha eliminato la "squadra d'assalto" di cinque uomini (tra i quali Don Bertoli, l'agente di Polizia della Virginia, e il detective Isaac Sanchez, a cui è stata recisa l'arteria linguale) mandata per ucciderlo e costretti dal Direttore dell'FBI a collaborare con Elias Voit allo scopo di svelare la cospirazione interna al Dipartimento di Giustizia, la squadra si trova in difficoltà, anche se comunque Tyler Green è stato assunto come loro consulente. Ogni giorno per una settimana, JJ si è recata davanti alla cella di Voit (in un carcere di massima sicurezza in Virginia) per tentare di manipolarlo affinché si autoincriminasse come "Sicarius", ma lui non è caduto nell'inganno, e anzi grazie all'accordo offertogli dal Direttore Madison, potrebbe uscire di prigione di qui a cinque anni. JJ è frustrata, allora insieme ad Alvez propone di sfruttare la famiglia di Voit (e il fatto che né la moglie Sidney né le figlie vogliano avere a che fare con lui da quando è emerso che è un serial killer) per "far leva". Garcia è ancora a disagio per il fatto di dover incontrare Tyler così frequentemente. Nel frattempo, Prentiss e Rossi volano nello Utah per indagare sul duplice omicidio di una coppia di insegnanti di Provo, Timothy e Caroline Leo, rinvenuti in un campeggio: entrambi colpiti al petto e l'uomo è stato anche enucleato; ciò corrisponderebbe al modus operandi di "Gold Star". Prentiss è convinta si tratti dello stesso individuo, mentre Rossi è scettico in quanto manca il bossolo con incisa la stella d'oro a cinque punte e non ci sono legami tra la coppia di vittime e la "squadra d'assalto": i due ne discutono sul jet e lui ha un'altra visione di Voit. Dalle foto della scena del crimine, Rossi nota che i lacci delle scarpe delle vittime sono stati rimossi, comportamento tipico di chi è oppure è stato in ricovero forzato, ad esempio in un centro di recupero (per problemi di dipendenze): appena atterrati, i due interrogano Philip, figlio delle vittime, mandato dai genitori proprio in una tale struttura in cui ha subìto abusi e privazioni. Prentiss ipotizza che "Gold Star" abbia frequentato un posto simile, subendone anche lui e ora sia diventato un "collezionista di ingiustizie" facendo provare agli altri la stessa sofferenza; i due si scontrano nuovamente (vi è anche una menzione di Aaron Hotchner, l'ex Capo dell'Unità - uscito di scena all'inizio della dodicesima stagione - , quando Emily replica a Dave che non avrebbe trattato in quel modo l'ex collega essendo uomo). Poco dopo, viene rapita una donna di Salt Lake City, Nancy Daley, la quale lavora nell'ambito della salute mentale, quindi connesso a quello in cui era impiegato Timothy Leo. Le ricerche informatiche di Garcia conducono alla "Stuart House", un ex riformatorio abbandonato dal 2015, i cui dati sono stati cancellati da internet, che era sede di un imprecisato "programma di modificazione comportamentale" teso ad aiutare studenti difficili; in realtà, serviva a nascondere gli abusi fisici e sessuali perpetrati. L'S.I. è uno di questi ragazzi, Aiden Keller: da giovanissimo è stato ricoverato senza la propria volontà nel riformatorio ed è stato vittima dei soprusi dello staff; poi arrestato per aver cavato un occhio ad un inserviente che lo aveva molestato. Il mese precedente è uscito dal ricovero volontario presso un istituto di igiene mentale e ha iniziato a prendere di mira i membri dello staff che avevano lavorato alla "Stuart House". Il ragazzo tortura Nancy tramite elettrocuzione, gli agenti arrivano e Rossi gli spara uccidendolo, mentre la donna viene salvata. Prentiss si rende conto che Dave aveva ragione e che Keller non era "Gold Star". 
Voit si rifiuta di parlare ancora con JJ, così Prentiss chiede ad Alvez di subentrare, e Jennifer gli consiglia di fingere di temerlo in modo da destabilizzarlo: nel loro dialogo, Voit rivela di aver parlato con "Gold Star" attraverso la sua rete e spiega il concetto di "contagio sociale" (processo per mezzo del quale gli individui adottano le convinzioni, gli atteggiamenti, i comportamenti o le emozioni di coloro che li circondano - nel caso di Voit e della sua rete, un assassino che influenza altri assassini); dopo, Alvez deduce che, secondo Voit, "Gold Star" è un teorico delle cospirazioni: un soldato indottrinato per credere ad una sorta di "grande bugia" del Governo. Nella scena finale, Voit chiede ad Alvez di avvicinarsi perché deve dirgli un segreto riguardante "Gold Star": glielo sussurra all'orecchio, Alvez si infuria ed esce. JJ vuole sapere cosa ha detto al collega, ma Voit non lo rivela. 
Nel frattempo, Tyler e Tara si appostano all'esterno di un edificio - individuato grazie ai contatti di Tyler nell'Esercito - collegato ad una banca utilizzata dalla "squadra d'assalto", e l'atmosfera diventa tesa quando a loro si unisce Rebecca Wilson: le due iniziano a litigare, poi Rebecca si scusa per la reticenza mostrata fin dalla stagione precedente sulla questione "Gold Star" affermando di non sapere molto più di ciò che sa la BAU, quindi nemmeno che gli eventi avrebbero provocato la morte del Vice Direttore Bailey. Tara, a sua volta, si scusa per il proprio comportamento spiegando che temeva che Rebecca avrebbe potuto incontrare lo stesso destino di Bailey, e il rapporto tra le due sembra distendersi. Tyler si intrufola illegalmente (non avendo un mandato) nell'edificio e scopre una possibile pista su "Gold Star", ovvero dei passaporti per un uomo di nome Sebastian Gasper, ma torna nell'auto senza informarle.
- Guest star: Nicole Pacent (Rebecca Wilson), Amy Pietz (Nancy Daley), Martin Martinez (Philip Leo), Andy Gala (detective Ravi Shah), Emmett Hunter (Max Cody)
- Altri interpreti: Bernadette Balagtas (Caroline Leo), Brinly Marum (Ruby Daley), Jose Rosete (Timothy Leo), Matthew Erick White (Aiden Keller)
- Note: questo episodio è diretto dall'attrice del cast regolare A. J. Cook, interprete fin dalla primissima stagione dell'Agente Speciale Jennifer Jareau (alla sua terza regia nella serie dopo il tredicesimo episodio della quattordicesima stagione e l'ottavo della sedicesima - la prima di "Evolution" - ).

### Soggetto Ignoto
- Aiden Keller

### Citazioni
- "Un orribile mostro, che viveva nell'oscurità, ringhiò con dolore, impaziente." Beowulf (Gold Star)

## Nostalgia di casa
- Titolo originale: Homesick
- Diretto da: Adam Rodríguez
- Scritto da: Sullivan Fitzgerald e Carlton Gillespie

### Trama
Si scopre che cosa Elias Voit ha sussurrato all'orecchio di Alvez nei minuti finali dell'episodio precedente, che lo ha fatto infuriare: il nome "BAU - Gate", un sito nel dark web che contiene foto e meme di tipo pornografico, creati tramite deepfake, dell'intera squadra. Alvez ne discute con Prentiss, che ammette di esserne a conoscenza da tempo: il sito era stato individuato, segnalato e chiuso dal Dipartimento della Sicurezza Interna nel 2014. Alvez è infastidito dal fatto che Emily non abbia mai detto nulla, JJ è convinta che il serial killer voglia servirsi di tale segreto per separarli. Prentiss li incarica di recarsi all'indirizzo protetto dove gli U.S. Marshal hanno trasferito la famiglia di Voit per provare a convincere la moglie Sidney ad incontrarlo, dato che Voit ha chiarito che non collaborerà più finché non vedrà la famiglia. I due agenti partono quindi per Seaford, in Delaware. 
Rossi e Tara si occupano invece di un altro caso: a Houston, Texas, tre persone sono morte asfissiate perché l'assassino ha avvolto attorno ai loro volti una pellicola trasparente per traslochi (seguendo una specie di rituale); tutte avevano appena preso possesso delle abitazioni affittate in città. I delitti sono stati infatti soprannominati "omicidi del trasloco". Poco prima dell'atterraggio, Rossi e Tara vengono informati da Garcia del ritrovamento di altre due vittime che erano coinquiline. Alvez e JJ raggiungono la nuova dimora della famiglia di Voit e, mentre Jennifer parla con Sidney, il collega intrattiene le figlie tentando di alleggerire la situazione. Sidney però rifiuta di incontrare Elias: non vuole avere niente a che fare con il marito, non vuole che si avvicini alle figlie, soprattutto non crede più all'FBI perché le avevano promesso il Programma di Protezione Testimoni ma poi la procedura si è bloccata. Dopo che Alvez fa notare che la figlia maggiore Holly è particolarmente scontrosa, Sidney, esasperata, sbotta e sfoga la propria rabbia e frustrazione: la loro vita è stata distrutta, le figlie non possono contattare gli amici, hanno perso il padre, tutto ciò che resta loro è lei e nemmeno lei se la sta cavando bene perché le figlie non si fidano più di nessuno, e serviranno probabilmente anni di terapia per superare il trauma della "doppia vita" del padre. JJ e Alvez lasciano la casa e iniziano a pensare ad un'alternativa per spingere comunque Voit a collaborare.
A seguito dell'appostamento svolto con Tara e Rebecca Wilson per sorvegliare un edificio collegato ad una banca utilizzata dalla "squadra d'assalto" (eliminata nel primo episodio della stagione), all'interno del quale, perquisendolo, ha trovato alcuni passaporti falsi a nome di un certo Sebastian Gasper (che potrebbe essere connesso a "Gold Star"), Tyler è irreperibile. Prentiss si rivolge a Garcia affinché lo contatti per comunicargli che deve fare rapporto, altrimenti non sarà più loro consulente: lei è a disagio e inizia ad agitarsi, ma poi gli lascia un messaggio in segreteria. Di nascosto, Tyler ha rintracciato (presumibilmente grazie ai contatti nella CIA) Gasper (che è un suo ex socio di quando era un vigilante) e lo minaccia di iniettargli della tossina botulinica (anche se probabilmente nella siringa c'è soltanto della soluzione salina) se non gli dirà ciò che sa su "Gold Star", ma l'uomo gli consiglia di lasciar perdere.
A Houston, gli esami medico - legali rivelano che tutte le vittime sono state stordite con monossido di carbonio, si deduce che l'assassino indossi una maschera antigas modificata per evitare di respirare la CO2, rilasciata attraverso gli impianti di climatizzazione, e per incutere terrore nelle vittime: secondo il profilo è giovane e lavora in questo ambito. Garcia lo identifica in Kai Veener: viveva con i genitori in un motel gestito dal padre fino al giorno in cui una tubatura rotta ha provocato un'invasione di monossido di carbonio in diverse stanze, uccidendo sette ospiti tra cui la sua stessa madre. Dopo l'incidente, il motel è stato chiuso e Kai e il padre sono diventati senzatetto; la richiesta di affittare varie proprietà in tutta la città è stata respinta; il padre, scoraggiato, si è suicidato recentemente, costituendo la "molla" che ha fatto scattare Kai, che ha sfruttato il proprio impiego per accedere alle case. Il ragazzo compie un'altra aggressione ai danni di una nuova coppia nell'abitazione in affitto in cui i due si sono appena trasferiti; gli agenti arrivano in tempo e lo arrestano. Sul volo di ritorno, Rossi ha un'altra allucinazione di Voit.
Alvez riferisce a JJ che cosa gli ha detto Voit, e con suo stupore, anche Jennifer conferma di sapere dell'esistenza del sito nel dark web: aveva sentito voci a riguardo quando era ancora coordinatrice delle comunicazioni e si occupava di pubbliche relazioni, prima di diventare profiler; a differenza di Luke, lei approva la decisione di Emily di non aver detto nulla ritenendo che se un'informazione del genere rappresentasse una minaccia per sé stessa o per i propri figli, allora sì avrebbe voluto saperlo; in caso contrario, nel loro lavoro vi è già abbastanza violenza, non avrebbe senso tormentarsi. Dopo aver sorpreso la figlia maggiore intenta ad atti autolesionistici in bagno, Sidney cambia idea, rendendosi conto che offrire alle figlie la possibilità di dire addio al padre potrebbe aiutarle a riprendere il controllo; ella pone però delle condizioni: trasferimento immediato nel Programma di Protezione Testimoni e che sia lei a parlare per prima con Elias. Alvez confessa a JJ che in realtà i deepfake pornografici del sito "BAU - Gate" hanno come soggetto soltanto lei (in qualità di coordinatrice delle comunicazioni compariva nei media più degli altri) e le fornisce il link crittografato per aprirlo: lei digita le parole sussurrate da Voit (accorgendosi che sono un anagramma del suo nome) e si appresta a guardare il filmato, pervasa dallo shock.
Inaspettatamente, Tyler si presenta alla porta di Garcia chiedendole aiuto per sbloccare un cellulare clonato rinvenuto nell'edificio dell'appostamento.
Nel frattempo, dopo che Rebecca le mostra un video cospiratorio riguardante gli eventi che circondano la morte del Vice Direttore Bailey, realizzato dal suo ex vicino di casa Brian Garrity, fervente teorico di complotti, Prentiss lo incontra in un parcheggio e tenta di convincerlo a svelare il nome di chi gli sta passando le informazioni; lui rifiuta. Nessuno dei due si accorge che qualcuno li osserva e scatta delle foto. Più tardi, Brian la richiama per un secondo incontro, avendo sentito dell'accordo stretto tra il Direttore Madison e Voit; lei si reca nel parcheggio, trovando tre uomini che lo aggrediscono: essi scappano, lei chiama il 9-1-1 e lo soccorre, ma Brian accusa Emily dell'aggressione davanti ai poliziotti accorsi.
- Guest star: Nicole Pacent (Rebecca Wilson), Kiele Sanchez (Sidney Voit), Paul F. Tompkins (Brian Garrity), Allison Nordahl (Hollie Voit), Anthony Mark Barrow (Sebastian Gasper), Verity Branco (capitano Pamela Soto)
- Altri interpreti: Heather Adair (Charlotte Noyer), Jonney Ahmanson (Keith Noyer), Joe Alvarez (agente Hines), Bobbie Benjamin (Janice James), Mia Coleman (Harlow Voit), Andrew Miller (agente Doble), Tanner Pierce (Kai Veneer), Ella Rodriguez (Alexa Flynn)
- Note: questo episodio è diretto dall'attore del cast regolare Adam Rodriguez (che torna dietro la macchina da presa per la quarta volta, dopo aver diretto il sedicesimo episodio della tredicesima stagione, l'ottavo della quattordicesima e il quarto della sedicesima - la prima di "Evolution" - ), interprete fin dalla dodicesima stagione dell'Agente Speciale Luke Alvez.

### Soggetto Ignoto
- Kai Veneer

### Citazioni
- "Una delle più grandi differenze tra un gatto e una bugia è che il gatto ha solo nove vite." Mark Twain (Penelope Garcia)

## La tela del ragno
- Titolo originale: Kingdom of the Blind
- Diretto da: Joe Mantegna
- Scritto da: Chikodili Agwuna e Jayne A. Archer

### Trama
A Jackpot, in Nevada, due Vicesceriffi vengono brutalmente uccisi con lo stesso raccapricciante modus operandi di "Gold Star" e i loro occhi cavati: sulle scene non sono stati lasciati bossoli con incisa la stella d'oro a cinque punte, ma l'S.I. (che li ha attirati nel cuore della notte fingendo di avere un problema all'auto) ha tenuto i loro distintivi (come è accaduto per il detective Isaac Sanchez nel primo episodio della stagione). Rossi e Tara partono per verificare se si tratti proprio del Soggetto che stanno cercando. Prentiss, resasi conto che l'appuntamento con l'ex vicino di casa Brian era una messinscena per incastrarla, viene arrestata con l'accusa (naturalmente infondata, dato che sono stati tre uomini) di averlo aggredito; alla Centrale di Polizia le viene scattata una foto segnaletica e le vengono prese le impronte digitali. Poco dopo, le accuse vengono ritirate e lei fortunatamente può uscire (Rossi ha un'altra allucinazione di Voit). A Quantico, la squadra riflette sulla situazione per provare a capire il legame tra Garrity e il caso "Gold Star", e soprattutto i motivi che potrebbero aver spinto lui a danneggiarle la reputazione: sembra che tutto faccia parte dell'estesa teoria della cospirazione alla quale alludeva Voit, e che dunque Brian sia soltanto una "pedina" in un piano più ampio.
Tyler si è rivolto a Garcia affinché hackeri il cellulare clonato appartenente a Sebastian Gasper (l'uomo che Tyler aveva minacciato, un finanziatore di mercenari e di varie organizzazioni criminali private e di conseguenza, si presume, anche di "Gold Star"); lei è riluttante poiché non vuole essere coinvolta nelle sue azioni non autorizzate, pregandolo di parlarne con il resto della BAU e di affrontarne le conseguenze. Lui replica che se non lo aiuterà, troverà qualcun altro, ma poi cambia idea e condivide con Prentiss e Rossi ciò che sa. È proprio Emily a chiedere a Penelope di hackerare il dispositivo (i cui dati sono protetti da una chiave crittografata).
Il Direttore Madison sta facendo in modo di accelerare la procedura di inserimento della famiglia di Voit all'interno del Programma Protezione Testimoni, perciò Sydney si reca in carcere a parlare con Elias (la condizione è che lo incontri per prima, da sola): gli riassume le loro vite dal momento in cui è stato arrestato ed è stato stabilito che è un serial killer, chiarendo che non intende avere nuovamente rapporti con lui e che deve dire addio per sempre alle figlie (è l'unico modo per le due di andare avanti), poi aggiunge che la maggiore Holly è diventata autolesionista; tale informazione scatena una reazione in Voit. Quando è il turno delle ragazze di incontrarlo, lui minimizza con la minore per non turbarla, mentre la maggiore afferma di sapere la verità su di lui e tenta di pugnalarlo, sconvolgendo la madre. JJ parla con Holly del gesto, e quest'ultima dice che non voleva semplicemente fargli del male, bensì ucciderlo. Voit chiede ad Alvez che loro salvino la figlia (impedendole cioè di diventare violenta in futuro), mostrandosi preoccupato (anche se probabilmente finge, essendo un sociopatico).
In Nevada, emerge che per cavare gli occhi alle vittime è stato impiegato un ago da tatuaggi (che deve essere la "firma" del Soggetto Ignoto), mentre per colpirli una chiave per pneumatici: questi elementi conducono a supporre che l'S.I. sia una giovane donna (la si vede infatti tatuarsi un terzo occhio sull'avambraccio sinistro), identificata in Jade Waters. Si scopre anche un collegamento con la "Stuart House" a Salt Lake City in Utah, il riformatorio nel quale era stato trasferito Aiden Keller (l'S.I. del secondo episodio): ella, infatti, vi è stata data in affidamento dal padre quando ha tentato di denunciare quest'ultimo (lo Sceriffo in pensione Rick Waters, che ha ricevuto diversi richiami per abuso di potere) per l'omicidio della madre (che lui era riuscito a insabbiare); all'interno della struttura, Jade ha subìto abusi fisici, emotivi e sessuali, decidendo di vendicarsi sui Vicesceriffi che lì avevano lavorato part-time. I tatuaggi simboleggiano le uccisioni.
Garcia ha difficoltà a penetrare nel cellulare di Gasper, trovandosi costretta a chiedere aiuto a Tyler, e insieme sbloccano la chiave crittografata per accedere ai dati. Tyler si scusa per il proprio comportamento e le spiega che non le chiederà di riprendere la loro frequentazione.
Con sorpresa di Prentiss, Garrity menziona "Gold Star", definendolo un "programma" e riferendosi a "loro", senza specificare di chi si tratti; l'uomo è determinato a svelarne il mistero.
Jade Waters si è spostata a Salt Lake City: si incontra con il padre che in realtà vuole ucciderla, ma lei capisce le sue intenzioni: lo massacra con una pietra prima di sparargli al petto, di cavargli gli occhi con l'ago da tatuaggi e di sottrargli la pistola.
Dai dati del cellulare sbloccato da Garcia e Tyler, emerge che "Gold Star" effettivamente non è una singola persona, bensì un programma segreto approvato dal Governo americano a cui partecipano cinque membri, sicari della "squadra d'assalto" (tra i quali Don Bertoli, l'agente di Polizia della Virginia, e il detective Isaac Sanchez, entrambi apparsi nel primo episodio ed entrambi deceduti), ad ognuno dei quali è assegnato un bersaglio (tra cui gli stessi Aiden Keller e Jade Waters, ragazzi problematici predisposti al comportamento criminale). La BAU crede che il leader del gruppo sia un certo Damien; per trovarlo hanno nuovamente bisogno della collaborazione di Voit, perciò Prentiss si reca in carcere e ordina agli U.S. Marshal di trasferirlo a Quantico.
- Guest star: Kiele Sanchez (Sidney Voit), Paul F. Tompkins (Brian Garrity), Liana Liberato (Jade Waters), David Garelik (Damien Booth), Allison Nordahl (Hollie Voit)
- Altri interpreti: Joe Alvarez (agente Hines), Mia Coleman (Harlow Voit), Andrew Miller (agente Doble), Robert Stephenson (Rick Waters), Chris Ufland (vicesceriffo Adam Ulrick)
- Note: questo episodio è diretto dall'attore del cast regolare Joe Mantegna, interprete fin dalla terza stagione dell'Agente Speciale Supervisore David Rossi.

### Soggetto Ignoto
- Jade Waters

### Citazioni
- "Nel regno dei cechi, l'uomo con un occhio solo è il re." Desiderius Erasmus (Emily Prentiss)

## Teoria della cospirazione
- Titolo originale: Conspiracy vs. Theory
- Diretto da: Sharat Raju
- Scritto da: Breen Frazier

### Trama
Voit è stato ritrasferito a Quantico poiché l'Unità di Analisi Comportamentale ha capito di aver nuovamente bisogno della sua collaborazione per contattare e scovare Damien Booth, il leader del gruppo di cui fa parte anche Jade Waters e che era bersaglio della "squadra d'assalto" (finanziata da Sebastian Gasper) che invece lui ha eliminato prima: entrambi sono due dei cinque bambini abusati al riformatorio "Stuart House", che operano insieme come assassini sotto il soprannome "Gold Star". Secondo Tara, qualunque cosa sia accaduta nella struttura, li ha addestrati a diventare killer (Damien è motivato a uccidere poiché è stato mandato a compiere missioni che rispecchiassero il proprio trauma); li accomunano l'enucleazione e l'utilizzo di proiettili con incisa una stella d'oro a cinque punte. Garcia ha il compito di localizzare la posizione di Damien non appena quest'ultimo risponderà alla chiamata di Voit (Elias percepisce l'intesa tra Penelope e Alvez, e che Tyler si è "intromesso" tra i due); i profiler ritengono che anche Aiden Keller (il terzo membro del gruppo e l'unico finora deceduto, nel secondo episodio) fosse stato "plagiato" per credere alla grande cospirazione. Damien risponde e Garcia traccia la sua posizione in un parco pubblico di Davenport, Iowa. La squadra allora si imbarca sul jet, trovandosi costretta a portare con loro anche Voit (per fare da "esca"). Durante il volo, Voit finge di scusarsi con Rossi per averlo rapito e rinchiuso nel bunker nel finale della scorsa stagione, quasi seppellendolo vivo. 
Prentiss resta alla base e si rivolge a Tyler affinché trovi, sfruttando i propri metodi poco ortodossi, Brian Garrity, che è sparito dalla circolazione a seguito del loro ultimo incontro nel quale aveva menzionato il programma "Gold Star": una volta trovato, Brian nega tuttavia di sapere di che cosa si tratti. 
In Iowa, al posto di "Gold Star" ovvero Damien, Voit e l'FBI vengono accolti da un suo ostaggio, un trafficante d'armi di nome Eddie Dayton, con dell'esplosivo fissato al busto: anche Jade è presente, e Voit la schernisce pensando che non lo farà scoppiare, mentre gli agenti cercano un modo per salvare Dayton; Garcia è in grado poi di disattivare il segnale del detonatore remoto e l'esplosivo diventa innocuo. Andato in fumo il suo piano, Damien / "Gold Star" si finge un poliziotto per infilarsi sul furgone che trasporta Voit, che lo costringe a investirlo, ma Damien non riesce e Voit si lascia nuovamente arrestare. Sul volo di rientro a Quantico, Rossi accetta le scuse di Voit (pur sapendo perfettamente che non sono sincere, dato che lui è uno psicopatico). Nell'ultima scena dell'episodio, Prentiss annuncia di essere stata posta in servizio limitato (a seguito delle false accuse mossale da Garrity che hanno condotto al suo arresto - altrettanto falso) dal Direttore Madison e vuole che Rossi le subentri nel ruolo di Capo Unità, poi crolla in lacrime tra le sue braccia dicendo che ognuno nella squadra è vicino al "punto di rottura" (ad esempio, JJ con il sito BAU-Gate che contiene sue foto in versione pornografica, create attraverso deepfake).
- Guest star: Nicole Pacent (Rebecca Wilson), Paul F. Tompkins (Brian Garrity), Liana Liberato (Jade Waters), David Garelik (Damien Booth), Dominic Burgess (Eddie Dayton)
- Altri interpreti: Jordan Drake (cecchino)

### Soggetto Ignoto
- Jade Waters e Damien Booth

## La stella polare
- Titolo originale: Message in a Bottle
- Diretto da: Nelson McCormick
- Scritto da: Carlton Gillespie e Sullivan Fitzgerald

### Trama
Su richiesta di Prentiss, che è stata posta in servizio limitato, Rossi le è subentrato nel ruolo di Capo Unità. La drammatica sequenza di apertura è naturalmente un suo incubo: Voit fugge dalla detenzione e uccide Prentiss davanti agli occhi di Dave, che non riesce a salvarla in tempo. È chiaro che le sue allucinazioni su Voit stanno peggiorando: ad un certo punto, mentre parla con i colleghi, "vede" una dozzina di differenti versioni del serial killer nella stanza; in ascensore, rivive il momento in cui è stato da Voit rinchiuso nel container e sepolto vivo; in un'altra scena, gli sembra che il proprio ufficio stia tremando, e Tara lo sorprende addirittura con la pistola carica in mano. La collega gli ricorda di essere una psicologa forense e si offre di ascoltarlo: lui allora le racconta delle visioni e ammette di avere il Disturbo da Stress Post - Traumatico; spiega che gli capita di interagire (immaginandoli) con i Soggetti Ignoti, è un modo per creare il profilo, e che solitamente smette non appena li arresta, ma non capisce come mai con Voit sia diverso. Tara osserva che lo è perché Voit era ossessionato da lui (e viceversa) e soprattutto perché Rossi ha sfiorato la morte per mano sua; gli suggerisce di sottoporsi a terapia e di far visita a Voit in carcere per elaborare completamente il trauma. Lui inizialmente si oppone, ma poi segue il consiglio e lo affronta: chiede alle guardie di spegnere le telecamere nella cella di Voit, ma invece di intimorirlo gli chiede aiuto per costruire il profilo di "Gold Star" (Voit correttamente deduce che l'Agente è tormentato da sue visioni, e gli fa notare che coloro che cadono vittime delle teorie di cospirazione cercano qualcuno da incolpare per qualche problema nelle rispettive vite). Voit fornisce un paio di indizi che, considerando che i bambini abusati alla "Stuart House" (Damien Booth e Jade Waters) ora operano insieme come assassini sotto il soprannome "Gold Star", conducono Rossi ad una svolta sorprendente e ad un ricordo riemerso dal vecchio rifugio antiaereo dove si costituì la prima BAU: negli anni '90, lui e Gideon abbozzarono un "libro bianco", ovvero un documento informativo allo scopo di proporre scenari in cui si forgia un serial killer (una sorta di "ricettario"), tenendo conto dell'influenza di fattori quali il contesto familiare e sociale, le condizioni economiche e di vita; tale documento non è però mai stato consegnato. Ecco cosa significa che "Gold Star" è iniziato a causa di "Stella Polare": si intende l'Unità di Analisi Comportamentale e qualcuno appartenente al programma governativo deve aver trovato il documento ed essersi ispirato ad esso; Sebastian Gasper (ex socio di Tyler di quando era un mercenario/vigilante) è stato pagato per eliminare i giovani assassini, presumibilmente per nascondere ciò che avevano fatto, e chiunque sia deve essere molto potente.
Alvez e Garcia si impegnano a svelare l'identità di chi sta perseguitando Teresa Campos, ex fidanzata di Tyler (precedentemente menzionata da Brian Garrity) che viene portata al Quartier Generale: lo stalking è cominciato da una settimana, e i due ritengono che il responsabile voglia incastrare Tyler. La persona si rivela essere proprio Gasper: Tyler clona il suo telefono di lavoro rendendolo un bersaglio per chi ha pagato la "squadra d'assalto" di membri delle forze dell'ordine corrotti per eliminare i giovani assassini della "Stuart House", e si offre di "fare da esca" incontrando l'uomo affinché l'FBI possa arrestarlo. Nel corso del colloquio con Teresa, Avez ammette di provare ancora dei sentimenti nei confronti di Garcia, mentre quest'ultima nota l'imbarazzo dell'intera situazione, che comunque consente a lei e Tyler di superare definitivamente gli strascichi della loro breve relazione, e a lui e Alvez di appianare il rapporto.
Nel frattempo, Prentiss non ha ancora affrontato il proprio arresto per tentata aggressione (rivelatosi poi un complotto per "metterla in panchina") e si è presa un giorno libero per schiarirsi le idee, ospitata a casa di Garcia che le ha messo a disposizione il divano. JJ passa a controllarla e la trova in preda al dopo-sbornia (oltre che "sballata" per aver mangiato biscotti alla cannabis): l'amica è frustrata, quasi rassegnata e decisa a dimettersi per sempre dal Bureau. Emily introduce Jennifer alle meraviglie di gustare le patatine servendosi di bacchette come quelle dei ristoranti cinesi (e offre anche a lei i biscotti), parlano del fatto che il loro sia un lavoro che toglie molto più di quanto dà e discutono anche del sito "BAU-Gate": la seconda afferma che la sua maggiore paura recentemente è che qualche compagno di scuola di Henry finisca casualmente sul sito e quindi che il figlio ne venga a conoscenza, chiedendo all'altra il motivo per cui le abbia tenuta nascosta la sua esistenza. Prentiss replica dicendo di aver agito così non perché pensasse che non sarebbe stata in grado di gestirlo, bensì perché non avrebbe dovuto (essendo lei a capo dell'Unità). Riguardo al lavoro, Emily menziona gli ex colleghi Gideon e Hotchner (usciti di scena rispettivamente nella terza - poi decima quando ne è stato rinvenuto il cadavere - e nella dodicesima stagione su CBS) per sottolineare l'impatto che l'impiego nella BAU ha avuto su di loro: JJ le fa notare tuttavia che ciò che li accomuna è che hanno scelto deliberatamente di andarsene, al contrario di loro due che sono state "cacciate" (riferendosi al servizio limitato di Emily e a quando lei stessa è stata costretta a trasferirsi al Pentagono, incarico che in realtà era una copertura per mandarla in Afghanistan - nella sesta stagione su CBS - ), aggiungendo che finora hanno dimostrato di essere in grado di restare poiché sono più forti di quanto gli altri riconoscano. È vero, il loro lavoro toglie molto, ma, ad esempio, le ha fatte conoscere e il loro legame negli anni si è rafforzato sempre di più: JJ non ha abbandonato Emily a Parigi (dopo averla aiutata a fingere la morte per mano di Doyle - sesta stagione), così come Emily non ha abbandonato Jennifer dopo l'aborto (di cui si scopre nel duecentesimo episodio, nella nona stagione). Le parole dell'amica toccano e fanno riflettere Prentiss, che alla fine decide di non dimettersi.
- Guest star: Anthony Mark Barrow (Sebastian Gasper), Michelle Ortiz (Teresa Campos)
- Altri interpreti: Ron Blair (agente Galen)
- Note: nel dialogo con Rossi, Voit menziona Tommy Yates, uno dei serial killer più prolifici (se non il più prolifico) mai cacciati dall'Agente: egli è comparso in due episodi della serie, il ventiduesimo della settima stagione e il nono della dodicesima (in questo è stato ucciso proprio da David). Rossi aveva stretto un accordo con lui (che voleva evitare la pena di morte) secondo il quale ogni anno, nel giorno del suo compleanno, Yates gli avrebbe detto il nome di una delle proprie vittime e il luogo di sepoltura del cadavere; l'Agente si recava di persona in carcere per ricevere l'informazione e poi sempre di persona andava a casa della famiglia di turno per comunicare il ritrovamento della loro persona cara (le vittime di Yates erano tutte donne). Inoltre, la lunga scena tra Prentiss e JJ è stata creata per celebrare la profonda amicizia tra i loro due personaggi, e contiene perciò diversi riferimenti alle loro storie personali e a tutto ciò che hanno affrontato, oltre che menzioni degli ex membri della squadra Jason Gideon e Aaron Hotchner (come scritto sopra): si ricordano implicitamente il trasferimento forzato di JJ, costretta ad accettare un incarico al Pentagono nella sesta stagione (nella realtà, la sua interprete A. J. Cook era stata congedata dalla serie a causa dei tagli al budget, stessa sorte toccata a Paget Brewster), la clandestinità di Prentiss a Parigi dopo aver finto la propria morte per mano di Doyle per proteggere i colleghi (anche grazie all'aiuto di Hotch e Jennifer, che l'ha incontrata nella capitale francese per consegnarle tre passaporti per Paesi sicuri con un conto in banca in ciascuno di essi) sempre nella sesta, l'aborto spontaneo subìto da JJ durante la missione segreta in Afghanistan (del quale si scopre nel duecentesimo episodio della serie, nella nona stagione). Anche i fan hanno apprezzato la scena, soprattutto perché il rapporto tra le due agenti è uno dei più amati all'interno della serie. Si scopre anche che il secondo nome di Prentiss è Elizabeth.

### Soggetto Ignoto
- Sebastian Gasper e Gold Star

### Citazioni
- "I nostri successi e i nostri fallimenti sono tra loro inscindibili. Proprio come la materia e l'energia, se vengono separati l'uomo non esiste più." Nikola Tesla (David Rossi)

## Non resta nulla
- Titolo originale: Piranha
- Diretto da: Aisha Tyler
- Scritto da: Chikodili Agwuna e Jayne A. Archer

### Trama
JJ, Alvez e Garcia si concentrano su una serie di omicidi compulsivi a Bethesda, in Maryland: nelle prime scene si vede un ragazzo intrappolato in una sorta di cisterna di vetro di grandi dimensioni, torturato con acqua bollente da un uomo asiatico che pretende di conoscere la verità su una certa Emma; il ragazzo non sa di che cosa stia parlando e, malgrado le sue suppliche, il suo aguzzino lo uccide annegandolo tramite un acido che ne dissolve completamente il corpo, lasciando soltanto lo scheletro, per poi svuotare la cisterna. Finora sono avvenute tre sparizioni (due a distanza di una settimana, la terza due giorni dopo) e su ogni scena del crimine non sono state rinvenute prove di alcun tipo: grazie ad un orologio con residui di DNA, gli agenti deducono che la sostanza utilizzata è una miscela di acido solforico e perossido di idrogeno, chiamata anche "soluzione piranha". Il Soggetto Ignoto uccide un quarto ragazzo schiacciandogli la testa nella portiera della propria auto per poi dissolverlo (il compagno, distrutto dal dolore, racconta che si sarebbero dovuti sposare). Le ricerche online di Garcia fanno emergere che una delle vittime aveva un precedente penale per violenza sessuale (nello specifico, tentata pedofilia); l'analista controlla le caselle di posta elettronica scovando email destinate a tutti e quattro i giovani, accusati proprio di tale reato nei confronti di Emma Song, moglie di Roger Song, l'assassino. Si pensa perciò che quest'ultimo si sia messo alla ricerca dello stupratore della moglie, più tardi si determina invece che egli sta distruggendo "versioni" di sé stesso a causa del trauma irrisolto di non essere stato in grado di metterla incinta e che le vittime rappresentano delle "proiezioni": con la moglie era dispotico ed, essendo sterile, l'ha assillata finché lei non ha accettato di sottoporsi a trattamenti per la fecondazione in vitro attraverso un donatore di sperma allo scopo di concepire. L'impianto è andato bene, ma Emma soffriva di depressione e Roger l'ha costretta a partorire in casa nonostante gli avvertimenti della dottoressa che li aveva seguiti; poco dopo la nascita del bambino, egli ha sviluppato un delirio allucinatorio secondo il quale i donatori di sperma erano stupratori che l'avevano fecondata. Sfruttando l'opzione, offerta ai genitori dall'agenzia, di poter contattare i donatori, Roger li ha rintracciati, ha inviato loro le email e ha iniziato a ucciderli. Gli agenti riescono a salvare la dottoressa Maria Moreno, rapita da Song per aiutare la moglie, e ad arrestarlo; si rivela che Emma e il bambino in realtà sono già morti da tempo (tanto che i loro cadaveri si stanno decomponendo nella casa dove hanno vissuto insieme), al momento del parto, ciò ha provocato nell'uomo un distacco dalla realtà (credeva che fossero ancora vivi e ha continuato a prendersene cura). 
Prentiss e Rossi approfondiscono la storia della BAU per stabilire una connessione ai "Gold Star", anche perché Sebastian Gasper si rifiuta di parlare da quando lo hanno arrestato. Poiché sia il "libro bianco" ("Stella Polare", il documento che proponeva scenari in cui si forgia un potenziale serial killer abbozzato negli anni '90 da Rossi e Gideon e che è alla base del programma stesso) sia il programma governativo "Gold Star" riguardano l'epigenetica, ovvero lo studio di come l'età e l'esposizione a fattori ambientali possono modificare l'espressione dei geni senza mutare la sequenza del DNA, in particolare la capacità di "spegnere" l'empatia, Prentiss suggerisce di contattare Jill Gideon, psicologa biologica nonché ex moglie di Jason che aveva collaborato in modo occulto alla stesura del documento (quest'ultimo temeva che il loro lavoro l'avrebbe messa in pericolo). Rossi glielo proibisce, lei intuisce che i due condividono un passato personale ma si rivolge comunque a Tyler affinché la rintracci. Successivamente, Emily capisce che Jill gli ha spezzato il cuore lasciandolo per sposare Jason; al momento del loro divorzio, nel 1999, lui era già alla seconda moglie, e questo è stato uno dei motivi per cui si era dimesso dall'Unità nel 1997. Anche a seguito della separazione, Jill è rimasta la terapista di Jason perché lui sosteneva che lei fosse l'unica di cui si fidasse. Prentiss e Tyler si recano dalla donna, che è sorpresa di vedere l'agente e riluttante a farsi nuovamente coinvolgere nel lavoro che è costato la morte dell'ex marito (si menziona Donnie Mallick, l'S.I. che ha ucciso Gideon nell'episodio della decima stagione intitolato "Il passero di Nelson"); non appena Emily le parla di "Gold Star" e del "libro bianco", lei ricorda immediatamente il loro studio e, comprendendo la minaccia che ha reso i bambini problematici della "Stuart House" degli assassini altamente organizzati, acconsente ad assistere la squadra. Nell'ultima scena dell'episodio, Jill entra a Quantico e nell'ufficio appartenuto a Jason, ora di Rossi, lui la vede per la prima volta dopo anni ed è travolto dallo shock. 
Nel frattempo, Voit discute con il proprio corrotto avvocato, Vincent Orlov, dell'accordo stretto con il Direttore dell'FBI Madison, poi gli chiede di fargli avere un cellulare e di recuperare un bauletto sepolto in un luogo preciso da consegnare a Damien (col quale ha interagito sulla propria rete nel darkweb durante la pandemia); gli ordina di non aprirlo, ma Orlov lo fa. 
- Guest star: Brian White (Vincent Orlov), Aaron Yoo (Roger Song), Amy Gumenick (Emma Song), Felicity Huffman (dot.ssa Jill Gideon)
- Altri interpreti: Kamen Edwards (Brad Crawford), Daniel Joo (Craig Park), Mark Labella (Jeremy Moy), Ren Montero (dot.ssa Maria Moreno), Kevin M. Walsh (poliziotto di Bethesda)
- Note: questo episodio è diretto da Aisha Tyler, interprete dell'Agente Speciale Tara Lewis dall'undicesima stagione.

### Soggetto Ignoto
- Roger Song

### Citazioni
- "A causa dell'orgoglio inganniamo continuamente noi stessi. Ma nel profondo della coscienza una voce calma e sommessa ci dice che qualcosa non va." Carl Jung (David Rossi)

## North Star
- Titolo originale: North Star
- Diretto da: Zach Gilford
- Scritto da: Charles Dewey e Christopher Barbour

### Trama
L'Unità di Analisi Comportamentale tenta di anticipare le mosse e i piani di Jade Waters e Damien Booth, i due "Gold Star" che sono in preda ad un furia omicida, grazie all'assistenza di Jill. Prentiss informa i colleghi di ciò che quest'ultima le ha raccontato su sé stessa e Rossi, ovvero che lei gli ha spezzato il cuore, e JJ osserva che all'epoca lei probabilmente era dovuta restare nell'ombra mentre Rossi e Gideon si prendevano tutto il merito dell'intero studio (al quale anche lei aveva collaborato). Jill e Rossi stanno litigando rabbiosamente nell'ufficio di lui (prima appartenuto a Jason), lei lo incolpa della morte dell'ex marito; poi la donna rivela alla squadra di essere stata lei a diffondere il "libro bianco" non pubblicato sulla psicopatia adolescenziale, pensando di poter "invertire" il processo e intervenire prima che i bambini/ragazzi problematici diventassero assassini seriali o agissero seguendo impulsi violenti; intendeva aprire una scuola di modificazione comportamentale a tale scopo, ma il denaro ne ha cambiato lo svolgimento. Quando il programma è potuto partire, lei se n'era già andata. Inoltre, aggiunge che la "Stuart House" non era l'unico luogo individuato per lo studio, ce n'erano altri, e fornisce una lista di nomi di dottori e psicologi; è rattristata apprendendo che i bambini/ragazzi non sono stati affatto aiutati. Prentiss bussa all'ufficio di Rossi, che sta sorseggiando un bicchiere di whisky e non vuole parlare di Jill, ma lei insiste insinuando che non si sarebbe mai aspettata che lui fosse andato a letto con la moglie del suo migliore amico: Rossi lo nega, spiegando che all'epoca lavoravano fianco a fianco ogni giorno tutti e tre, lui e Jill si supportavano a vicenda nei momenti in cui Jason si lasciava pervadere dalla negatività, ma non accadde mai nulla di romantico (sembra comunque che lui provasse dei sentimenti verso di lei) e Jill non gli ha spezzato il cuore; Rossi riteneva che Jason non fosse abbastanza per lei, e riconoscendo di non essere abbastanza maturo, si è allontanato dalla BAU per non interferire nel loro matrimonio.
A Shenandoah, in Virginia, Damien aggiunge un altro tatuaggio di un occhio sul braccio di Jade, le parla di Voit (senza chiamarlo per nome), dicendo quanto si senta fortunato ad averlo conosciuto (sulla sua rete nel darkweb), e ricordano tutto ciò che hanno subìto alla "Stuart House". Arriva Vincent Orlov, l'avvocato di Voit: Jade non si fida, perciò Damien lo tiene sotto tiro con un'arma, Orlov apre il bagagliaio e consegna a Jade il bauletto ordinatogli da Voit (che è uno dei "kit della morte" utilizzati dai seguaci di "Sicarius" nella scorsa stagione); quest'ultimo è consapevole che la collaborazione con l'FBI è da loro considerata un tradimento e sta offrendo un' "offerta di pace".
JJ e Alvez si recano a Morgantown, in West Virginia, dove vive uno dei dottori della lista fornita da Jill: lo trovano impiccato nel soggiorno, è chiaro che il suicidio è stato inscenato da Jade e Damien (che lo hanno massacrato con un fucile), che stanno prendendo di mira lo staff della "Stuart House". Alvez scova uno scatolone di file contenente un fascicolo vuoto riguardante la struttura: è necessario approfondire e monitorare gli altri nomi dati da Jill. Damien e Jade si sono rifugiati in una foresta, lei si sveglia di soprassalto perché ha avuto un incubo sul periodo degli abusi, Damien la rassicura e lei si fa promettere che non finiranno mai più in una gabbia.
Garcia informa Rossi che i membri dello staff della "Stuart House" sono morti, tutti i decessi classificati o come incidenti o come suicidi; lui deduce che l'unica persona della lista finora sopravvissuta è proprio Jill e si reca a casa sua per avvertirla, assicurandole che la proteggeranno. Lei si scusa per la lite e per averlo incolpato della morte di Jason, poi insieme iniziano a leggere i suoi appunti sulle valutazioni dei pazienti che erano stati esaminati per il programma, per costruire un profilo (Damien è indicato come "GS - 1", Jade come "GS - 5"). Garcia è in grado di individuare la probabile posizione dei due Soggetti. Rossi riassume a Jill la storia della rete di Voit, incluso come le teorie cospiratorie influenzano le persone, anche se deve esserci qualcuno che "tira i fili" e gestisce i ragazzi. Lei si offre di "fare da esca", lui non è d'accordo; ammette di non essere andato al funerale di Jason perché non riusciva a guardarla, ma ora può. Lei tenta di baciarlo, lui è a disagio e se ne va, affermando che devono restare concentrati sul caso. 
JJ e Alvez si dirigono alle coordinate localizzate da Garcia, ma Damien e Jade non sono lì. Il ragazzo si presenta a casa di Jill e le punta la pistola, lei gli chiede di seguirla, vuole mostrargli che è ancora possibile, per lui, salvarsi. Intanto, a Quantico, Rossi si incolpa per averla lasciata sola, ma Prentiss gli fa capire che l'ha baciato perché sapeva che i due "Gold Star" sarebbero arrivati e ora li sta portando da "Stella Polare". In effetti, Jill conduce Damien alla baita di Jason (dove quest'ultimo è stato ucciso e della quale lei aveva parlato con David), dicendogli che il suo padre adottivo, Brooks Larson, non l'ha mai abbandonato e anzi aveva cercato di tirarlo fuori dalla "Stuart House", che l'ha sfruttato per uccidere l'uomo pur di salvare gli altri bambini. Jill afferma che con suo padre non ha avuto scelta, ora invece può scegliere se ucciderla oppure no: Damien, rimasto turbato dalle rivelazioni, getta la pistola a terra ed escono insieme; lui sembra meditare di farsi uccidere dagli agenti federali giunti sul posto, ma poi si inginocchia e alza il pugno, venendo ucciso da Jade con un fucile automatico da lunga distanza (si erano accordati con un segnale). Jill, assistendo alla scena, si dispera e si incolpa dell'accaduto. Dopo aver sparato, Jade si dilegua e piange per la morte del complice/amante (dato che era stato Damien a decidere di morire per mano sua). 
Nel frattempo, Rebecca e Tyler tentano di mettere pressione sull'avvocato di Voit e di capire in quale modo quest'ultimo lo stia manipolando. Inoltre, lei e Tara hanno ripreso a frequentarsi (il database degli U.S. Marshal è stato hackerato, ma fortunatamente la nuova residenza della famiglia di Voit non è compromessa).
- Guest star: Nicole Pacent (Rebecca Wilson), Liana Liberato (Jade Waters), Brian White (Vincent Orlov), David Garelik (Damien Booth), Ron Bottitta (Hank Dosela), Felicity Huffman (dot.ssa Jill Gideon)
- Note: questo episodio è diretto dall'attore Zach Gilford, che dalla scorsa stagione interpreta il serial killer "Sicarius" / Elias Voit.

### Soggetto Ignoto
- Jade Waters e Damien Booth

### Citazioni
- "L'amore più ricco è quello che si sottomette all'arbitrio del tempo." Lawrence Durrell (Emily Prentiss)

## Assetto di guerra
- Titolo originale: Stars & Stripes
- Diretto da: Bethany Rooney
- Scritto da: Christopher Barbour

### Trama
Con Jade Waters in fuga, l'Unità di Analisi Comportamentale continua a mettere insieme i pezzi che collegano le sue vittime come "Gold Star" per individuare il "burattinaio" dell'intera cospirazione, colui che impartisce gli ordini ai giovani assassini. Nella contea di Montgomery, in Maryland, Jade si incontra con un'altra di loro di nome Dana, un poliziotto le ferma riconoscendola come fuggitiva ma le due lo enucleano e gli intimano di lasciare un messaggio all'FBI: lei vuole "tornare a casa", ma se loro dovessero cercarla, colpirà di nuovo.
Mentre Jill continua ad incolparsi per la morte di Damien, Garcia setaccia i rendiconti finanziari delle vittime dai quali emergono transazioni effettuate da una società di sicurezza privata, "Aida Limited", il cui amministratore delegato è un uomo di nome Frank Church, ex soldato dell'Esercito (descritto come mediocre e disprezzato dai commilitoni). Prentiss chiede a Tyler di rintracciarlo e portarlo a Quantico: interrogato, l'uomo non ammette le proprie attività e la schernisce in quanto donna al comando. Rebecca Wilson interrompe l'interrogatorio su ordine del Direttore Madison, spiegando che il precedente arresto di Prentiss e la scoperta del "libro bianco" (della cui esistenza il defunto Vice Direttore Bailey aveva informato quest'ultimo) li hanno resi, agli occhi del pubblico, i creatori dei "Gold Star" (è quindi un danno d'immagine per l'agenzia). Inoltre, l'ultimo "kit della morte" di Voit, rinvenuto a Rockville, sempre in Maryland, risulta essere una lista di bersagli; Jade e Dana l'hanno trovato grazie al bauletto nascosto da Voit e ora hanno preso di mira proprio i membri della BAU.
Nel frattempo, in base all'accordo stretto con Madison, Voit sarà trasferito in un carcere di minima sicurezza sotto il vero nome Lee Duval.
Jade e Dana raggiungono la foresta di Driscoll, nel Delaware, dove sorge la base di addestramento segreta della società "Aida", un'area altamente protetta, che in realtà assomiglia più ad una sorta di setta: Church infatti vi attira bambini vulnerabili (come ad esempio quelli ospiti alla "Stuart House", all'interno della quale lui stesso ha condotto gli iniziali esperimenti, modellandoli sul documento redatto da Gideon e Rossi) che tiene prigionieri per anni sottoponendoli a lavaggio del cervello affinché entrino in schiavitù; li tortura servendosi di diversi metodi ma soprattutto di pungoli elettrici, abusa sessualmente le femmine ponendole sotto sedativi (in modo che non possano opporsi) e complessivamente li addestra tutti a diventare "soldati", inculcando loro anche teorie cospiratorie estreme per soggiogarli alla propria influenza (e corrompe i poliziotti locali per non far compilare denunce di scomparsa). Church riaccoglie le due ragazze mostrandosi affettuoso e loda Jade per aver ucciso Damien perché ritiene il gesto la conferma di una modificazione comportamentale avvenuta con successo; la fa allontanare e silenziosamente uccide Dana con un colpo alla testa. Jade conosce poi una giovane recluta, Mila Sandoval (scomparsa da casa da otto mesi), la quale racconta di avere spesso un incubo riguardante lo stupro perpetratole da Church; Jade allora ricorda la stessa esperienza e si rende conto che Church sta propinando loro soltanto menzogne e che approvava gli abusi. Il personale della struttura prova a metterla a tacere stordendola con un taser e legandola, ma lei si libera ed esorta le altre reclute a fuggire; accorgendosi che Mila non è nel proprio letto, inizia a cercarla e le dice di scappare con i bambini.
Rebecca procura alla BAU un mandato ma, non appena la squadra arriva sul luogo, viene bloccata all'ingresso dalle guardie armate. Gli agenti sono comunque in grado di portare in salvo i bambini (Church è stato avvertito che Jade ha detto a Mila di scappare). All'interno della struttura, Jade innesca dell'esplosivo e sembra che sia sul punto di suicidarsi (venendo sommersa dai ricordi di Damien).
- Guest star: Nicole Pacent (Rebecca Wilson), Liana Liberato (Jade Waters), Brian White (Vincent Orlov), David Garelik (Damien Booth), Tuc Watkins (Frank Church), Nikko Austen Smith (Dana Howe), Josie Nivar (Mila Sandoval), David Gridley (agente Martin Sanz), Felicity Huffman (dot.ssa Jill Gideon)
- Altri interpreti: Rafael Cabrera (Benton Recker), Alessandro Garcia (guardia Odin)

### Soggetto Ignoto
- Jade Waters e Dana Howe

### Citazioni
- "Il tradimento è l'unica verità che rimane." Arthur Miller (Elias Voit)

## Salvate i bambini
- Titolo originale: Save the Children
- Diretto da: Glenn Kershaw
- Scritto da: Breen Frazier

### Trama
A seguito dell'esplosione innescata da Jade all'interno della base di addestramento segreta della società "Aida Limited" (in realtà una sorta di setta), i membri dell'Unità di Analisi Comportamentale riescono a scamparla e a salvare i bambini che Jade aveva allontanato. Tuttavia, quest'ultima rapisce Prentiss e fugge insieme a Church e all'ultimo "Gold Star", che si rivela essere Peter Bailey, il fratello minore del defunto Vice Direttore dell'FBI Douglas Bailey: anche Peter era stato selezionato per il programma, probabilmente perché affiliato a movimenti di estrema destra e con precedenti penali per reati minori (per questo Douglas aveva tenuto riservato tutto il materiale sul programma e aveva tentato di separare il fratello da Church e dalle sue credenze). In un diverso luogo, Jade punta la pistola contro Church intimandogli di confessare i propri crimini, ma lui nega la pedofilia, le torture e gli abusi, quindi lei gli spara uccidendolo. Peter incolpa Prentiss della morte di Doug (ucciso da Elias Voit), credendo che sia lei ad averla ordinata. Jade la interroga (menzionando le sue precedenti esperienze di rapimento, tra le quali quello da parte dei seguaci di Benjamin Cyrus - terza stagione - e quello da parte del "Signor Graffio" - primo episodio della tredicesima stagione), anche se l'agente tenta di convincere entrambi che il colpevole è Voit / "Sicarius".
Con loro grande irritazione, la BAU si rivolge nuovamente a Voit affinché li aiuti a rintracciare i "Gold Star" e, di conseguenza, Prentiss. Rossi si reca al carcere di minima sicurezza in cui il serial killer è stato trasferito (sotto il vero nome Lee Duval) in base all'accordo stretto con il Direttore dell'FBI Madison: egli riferisce che Bailey Jr. aveva ricevuto alcuni video dal fratello che erano stati alterati digitalmente (tramite deepfake) e pensava che a mandarglieli fosse stato qualcuno dell' "Aida Limited", suggerendo di utilizzare i dati di localizzazione inseriti nei video. JJ, a sua volta, rivela a Voit di aver intuito che il video deepfake a contenuto pornografico sul sito del dark web "BAU - Gate" proviene da clip della moglie Sydney che lui ha girato di nascosto senza il suo consenso, minacciando di parlarne alla donna se lui non termina i propri "giochi psicologici".
L'avvocato di Voit, Vincent Orlov, chiede che il suo cliente venga collocato tra i detenuti comuni; mentre si deduce anche che è stato Peter Bailey a scattare le foto che hanno portato Prentiss alla sospensione.
Nel frattempo, Jade prosegue l'interrogatorio ad Emily, torturandola con un taser (lei rifiuta di accettare le loro teorie cospirazioniste), finché quest'ultima ammette di sentirsi responsabile per la morte di Bailey anche senza aver premuto il grilletto (nel corso del loro confronto, Prentiss racconta di avere anche lei una sorella: dal momento che nella serie originale su CBS, ciò non è mai stato accennato, non è chiaro se sia vero o se invece lei lo dica soltanto per empatizzare con la giovane).
La BAU raggiunge la caffetteria in cui si trovano Jade, Peter e Prentiss, temendo che i due abbiano preparato una trappola (in effetti, hanno piazzato altro esplosivo). Garcia hackera un proiettore della stanza riproducendo il video dell'interrogatorio di Voit nel quale egli confessa di aver sparato a Bailey. Jade e Pete allora si rendono conto di essere stati manipolati e si arrendono: lui libera Prentiss e viene scortato via dagli agenti, Jade improvvisamente si punta la pistola alla tempia mostrando di volersi suicidare, sconvolta per essersi lasciata ingannare. Prentiss inizia a parlarle, assicurandole di provare compassione per lei e che tutti ascolteranno la sua storia, e la convince a desistere (sottintendendo di aver subìto lei stessa una violenza sessuale in passato): la ragazza viene arrestata, ma prima può salutare e abbracciare Mila (che la ringrazia per aver salvato lei e gli altri bambini).
Quella sera, il Direttore Madison discute con Prentiss sull'esito del caso: lei gli chiede se negoziare con Voit fosse più importante che dire loro la verità; lui replica di aver agito nel modo migliore possibile per un leader (lei lo critica anche nel rapporto conclusivo). Lei aggiunge di ritenere ingiusta una condanna all'ergastolo per i "Gold Star", considerando le circostanze e il pentimento di Jade; al contrario di Voit, che sebbene senza rimorsi, sarà rilasciato dopo soli cinque anni.
La squadra festeggia la conclusione della complessa indagine nell'appartamento di Garcia. Tutti chiacchierano e si rilassano: Tara e Rebecca Wilson sono tornate insieme, mentre Tyler rivela a Penelope di aver presentato ufficialmente domanda per entrare nell'FBI.
Nell'ultima scena dell'episodio, Voit viene accerchiato da alcuni detenuti che hanno dedotto che lui è "Sicarius" nella lavanderia del carcere di minima sicurezza: lui tenta di afferrare un coltello precedentemente nascosto, ma loro lo sopraffanno e lo aggrediscono, colpendolo allo stomaco e lasciando il suo destino in bilico.
- Guest star: Clark Gregg (direttore dell'FBI Ray Madison), Nicole Pacent (Rebecca Wilson), Nicholas D'Agosto (vice direttore Doug Bailey), Liana Liberato (Jade Waters), Brian White (Vincent Orlov), Tuc Watkins (Frank Church), Alex Saxon (Peter Bailey), Josie Nivar (Mila Sandoval)
- Altri interpreti: Jeff Prater (Phil Bailey), Lanelle Scott (Shirley Bailey), Roman Mitichyan (detenuto)

### Soggetto Ignoto
- Jade Waters e Peter Bailey